# Network society
Il termine network society (letteralmente "società delle reti") è l'espressione coniata nel 1991 in riferimento ai cambiamenti sociali, politici, economici e culturali, causati dalla diffusione delle tecnologie dell'informazione e della comunicazione. Le origini intellettuali dell'idea possono essere rintracciate nel lavoro dei primi teorici sociali come Georg Simmel, il quale analizzò l'effetto della modernizzazione e del capitalismo industriale sui complessi pattern di affiliazione, organizzazione, produzione ed esperienza.

## Origini
Il termine network society fu coniato da Jan van Dijk nel proprio libro De Netwerkmaatschappij (1991) (The Network Society) e da Manuel Castells in The Rise of the Network Society (1996), la prima parte della sua trilogia The Information Age. Nel 1978 James Martin utilizzò la relativa espressione di "società cablata", per indicare una società che è connessa da reti di massa e di telecomunicazione.
Van Dijk definisce la società delle reti come una società nella quale una combinazione di reti mediatiche e sociali forma le proprie principali modalità di organizzazione e le più importanti strutture a ogni livello (individuale, organizzativo e sociale). Egli paragona questo tipo di società a una società di massa che è formata da gruppi, organizzazioni e comunità ("masse") organizzate nella co-presenza fisica.

## Barry Wellman, Hiltz e Turoff
Barry Wellman studiò la società delle reti in quanto sociologo all'Università di Toronto. Il suo primo lavoro formale fu The Network City del 1973, seguito da una più comprensiva asserzione teoretica nel 1988. Da The Community Question del 1979, Wellman sostenne che le società di qualunque scala sono visibili meglio come reti (e "reti di reti"), piuttosto che come gruppi definiti in strutture gerarchiche. Recentemente, Wellman ha contribuito alla teoria dell'analisi delle reti sociali con un'enfasi sulle reti individualizzate, anche nota come "individualismo di rete". Nei suoi studi, Wellman si focalizza su tre punti principali della società delle reti: comunità, lavoro e organizzazioni. Egli afferma che con i recenti sviluppi tecnologici, una comunità di individui può essere socialmente e spazialmente diversificata.
Nel 1978, Roxanne Hiltz e Murray Turoff presero spunto dall'analisi della comunità di Wellman con l'opera The Network Nation. Il libro sosteneva che la comunicazione supportata dal computer potesse trasformare la società. Esso era notevolmente previgente, del resto venne scritto prima dell'avvento di Internet. Turoff e Hiltz furono i progenitori di un primitivo sistema di comunicazione con supporto computerizzato, chiamato EIES.

## Manuel Castells
Secondo Manuel Castells, le reti costituiscono la nuova morfologia sociale delle nostre società. Quando egli fu intervistato da Harry Kreisler dell'Università della California Berkeley, Castells disse: «...la definizione, se desideri, in termini concreti, di una società delle reti, è quella di una società dove le strutture sociali chiave e le attività sono organizzate intorno a reti di informazione elaborate elettronicamente. Quindi non si tratta solo di reti o reti sociali, perché le reti sociali sono state da tempo forme molto antiche di organizzazione sociale. Si tratta di reti sociali che elaborano e gestiscono l'informazione e che usano tecnologie basate sulla micro-elettronica». La diffusione della logica della retificazione sostanzialmente modifica le operazioni e gli esiti nei processi di produzione, esperienza, potere e cultura. Per Castells, le reti sono diventate l'unità basilare della società moderna. Van Dijk non va tanto più lontano, per essa queste unità sono ancora individui, gruppi, organizzazioni e comunità, sebbene essi siano collegati da reti in modo crescente.
La società delle reti va oltre la società dell'informazione che viene spesso proclamata. Castells sostiene che non è la tecnologia che, puramente, definisce le società moderne, ma anche fattori culturali, economici e politici agiscono per costruire la società delle reti. Influenze come la religione, l'educazione culturale, l'organizzazione politica, e gli stati sociali, modellano tutti la società delle reti. Le società vengono modellate da questi fattori in molti modi. Queste influenze possono sia elevare che sfinire tali società. Per Van Dijk, l'informazione modella la sostanza della società contemporanea, mentre le reti modellano le forme organizzative e le (infra)strutture di tale società.

## Jan van Dijk
Jan van Dijk ha definito la "società delle reti" come una forma di società che organizza in modo crescente le proprie relazioni in reti mediatiche sostituendo gradualmente o completando le reti sociali basate sulla comunicazione faccia a faccia. La comunicazione personale e basata sulle reti sociali è supportata dalla tecnologia digitale. Questo sta a significare che le reti mediatiche e sociali modellano le principali modalità di organizzazione e le più importanti strutture della società moderna.